# ICC U19クリケット・ワールドカップ
ICC U19男子クリケット・ワールドカップ（ICC U19 Men's Cricket World Cup）は、国際クリケット評議会（ICC）が主催する、U-19（19歳以下）のナショナルチームによるクリケットの世界選手権である。

## 歴代大会結果
| Year | 開催国           | 優勝             | 準優勝           |
| ---- | ---------------- | ---------------- | ---------------- |
| 1988 | オーストラリア   | オーストラリア   | パキスタン       |
| 1998 | 南アフリカ       | イングランド     | ニュージーランド |
| 2000 | スリランカ       | インド           | スリランカ       |
| 2002 | ニュージーランド | オーストラリア   | 南アフリカ共和国 |
| 2004 | バングラデシュ   | パキスタン       | 西インド諸島     |
| 2006 | スリランカ       | パキスタン       | インド           |
| 2008 | マレーシア       | インド           | 南アフリカ共和国 |
| 2010 | ニュージーランド | オーストラリア   | パキスタン       |
| 2012 | オーストラリア   | インド           | オーストラリア   |
| 2014 | アラブ首長国連邦 | 南アフリカ共和国 | パキスタン       |
| 2016 | バングラデシュ   | 西インド諸島     | インド           |
| 2018 | ニュージーランド | インド           | オーストラリア   |
| 2020 | 南アフリカ       | バングラデシュ   | インド           |
| 2022 | 西インド諸島     | インド           | イングランド     |
| 2024 | 南アフリカ       | オーストラリア   | インド           |